# Hakea brachyptera
Hakea brachyptera (лат.) — кустарник, вид рода Хакея (Hakea) семейства Протейные (Proteaceae), произрастающий на юге района Уитбелт и в районе Большой Южный Западной Австралии.

## Ботаническое описание
Hakea brachyptera — низкий, но плотный, округлый кустарник до 1 м высотой с переплетёнными ветвями рыжего цвета. Листья округлые, тонкие и жёсткие 3—9,5 мм в длину и 0,7—1,3 мм в ширину. Листья густо покрыты тонко спутанными волосками, заканчиваются вертикальным заострённым кончиком. Скопления цветов появляются в кистях из 1—5 отдельных цветков в пазухах листьев. Белая цветоножка имеет длину 1,5—2,5 мм с плоскими спутанными шелковистыми волосками. Плоды округлые, ориентированы под прямым углом к стеблям, длиной 2 см и шириной около 2 см, слегка сплюснутые и с шероховатой поверхностью. Морозоустойчивый вид.

## Таксономия
Вид Hakea brachyptera был описан швейцарским ботаником Карлом Мейсснером в 1856 году в книге Огюстена Пирама Декандоля Prodromus Systematis Naturalis Regni Vegetabilis. Видовое название brachyptera — от латинских слов brachys, означающего «короткий», и pteron, означающего «крыло» или «плавник», которые относятся к структуре семени.

## Распространение и местообитание
Встречается на юго-западе Западной Австралии, от города Вагин до озера Маджента и на юг до хребта Стерлинг. Требует дренированной местности, солнечных участков и песчаного суглинка, глинистой или гравийной почвы.

## Охранный статус
Охранный статус H. brachyptera классифицируется как «третий приоритет» Департаментом парков и дикой природы правительства Западной Австралии, что означает, что он является редким или почти находится под угрозой из-за его ограниченного распространения.